# Allen Ginsberg
Irwin Allen Ginsberg (Newark, 3 giugno 1926 – New York, 5 aprile 1997) è stato un poeta statunitense.

## Biografia

### Famiglia e infanzia
Nacque il 3 giugno 1926 a Newark, New Jersey, da una famiglia ebraica e crebbe nella vicina Paterson. Suo padre, Louis Ginsberg, era un poeta e un professore di liceo e la madre, Naomi Livergant Ginsberg, era affetta da una rara malattia psicologica che non venne mai correttamente diagnosticata ed era anche un membro attivo del Partito Comunista e portava spesso con sé Allen e il fratello Eugene alle riunioni del partito. Da adolescente, Ginsberg cominciò a scrivere lettere al New York Times su questioni politiche, come la seconda guerra mondiale e i diritti dei lavoratori.
Quando era un giovane studente accompagnò la madre in autobus dal suo terapeuta e di questo lungo viaggio, che lo turbò profondamente, scriverà nel suo lungo poema autobiografico, Kaddish per Naomi Ginsberg (1894-1956) insieme ad altri episodi della sua infanzia. Durante gli anni del liceo Ginsberg cominciò a leggere le poesie di Walt Whitman e fu grandemente ispirato da questa sua appassionata lettura.
Nel 1943, si diplomò alla "Eastside High School" e frequentò per breve tempo il "Montclair State College" prima di entrare alla Columbia University con una borsa di studio ottenuta dalla "Young Men's Hebrew Association" di Paterson. Nel 1945, entrò nella marina mercantile per guadagnare i soldi per poter continuare i suoi studi alla Columbia. Qui Ginsberg contribuì alla rivista letteraria Columbia e alla rivista di umorismo Jester, vinse il "Woodberry Poetry Prize" ed ebbe l'incarico di presidente della "Philolexian Society", gruppo di discussione letteraria del campus.

### Gli amici Beat
Durante gli anni in cui era matricola alla Columbia, Ginsberg conobbe Lucien Carr, un compagno di università che lo presentò a un certo numero di scrittori beat, tra cui Jack Kerouac, William S. Burroughs e John Clellon Holmes. Essi erano legati tra di loro perché videro con entusiasmo il potenziale dei giovani americani, un potenziale che esisteva al di fuori degli stretti confini del conformismo del dopo guerra, nel periodo di Joseph McCarthy. Ginsberg e Carr parlavano animatamente di una "nuova visione" (una frase presa da Arthur Rimbaud), per la letteratura e l'America. Carr fece conoscere Ginsberg a Neal Cassady, per il quale ebbe una lunga infatuazione. Kerouac descrisse in seguito l'incontro tra Ginsberg e Cassady nel primo capitolo del suo romanzo del 1957 On the Road.
Nel 1948, in un appartamento a Harlem, Ginsberg ebbe un'allucinazione uditiva durante la lettura di una poesia di William Blake (in seguito denominata la sua "visione Blake"). Ginsberg in un primo momento sostenne di aver sentito la voce di Dio, ma poi interpretò la voce come quella di Blake stesso. Egli spiegherà in seguito che questa allucinazione non era stata ispirata dal consumo di droghe, ma che più tardi aveva cercato di ritrovare quella sensazione con vari farmaci senza riuscirci.
A New York, Ginsberg aveva conosciuto anche Gregory Corso, appena uscito dal carcere, in un bar del Greenwich Village (the "Pony Stable") il primo bar apertamente lesbico. Subito colpito dalle sue poesie, Ginsberg presentò Corso agli altri membri della scena letteraria beat e lo introdusse tra i suoi amici letterati aiutandolo a trovare un editore. Ginsberg e Corso rimasero amici e collaboratori per tutta la vita. In questo periodo Ginsberg era sentimentalmente coinvolto con Elise Cowen.

### San Francisco Renaissance
Nel 1954 Ginsberg incontrò a San Francisco Peter Orlovsky del quale si innamorò e col quale trascorse l'intera esistenza. Sempre a San Francisco incontrò i membri della San Francisco Renaissance e altri poeti che più tardi avrebbero fatto parte della Beat Generation in senso più ampio. William Carlos Williams, mentore di Ginsberg, scrisse a Kenneth Rexroth, figura di spicco della San Francisco Renaissance, una lettera di presentazione e presto egli venne introdotto nella scena poetica di San Francisco dove incontrò tre amici del "Reed College", Gary Snyder, Philip Whalen e Lew Welch, poeti in erba e appassionati di Zen.
Nel 1959, con i poeti John Kelly, Bob Kaufman, A.D. Winans e William Margolis, fondò la rivista di poesia "Beatitude". Nell'estate del 1955 Wally Hedrick, pittore e cofondatore della "Galleria Six", gli chiese di organizzare una lettura di poesie presso la Galleria stessa. In un primo momento Ginsberg rifiutò, ma dopo aver modificato la sua bozza di "Howl", cambiò idea e accettò la proposta perché, come scrive Fernanda Pivano "... aveva capito l'importanza del suono della lingua scritta, e anche l'importanza del coinvolgimento fisico del poeta coi versi lunghi: la lunghezza del verso non indicava soltanto l'atto fisico di tirare il respiro ma anche l'unione dello stato fisico con quello emotivo durante la composizione".
L'evento venne pubblicizzato da Ginsberg con il titolo "Sei poeti alla Galleria Six" e aveva fatto stampare dei biglietti d'invito che dicevano: "Sei poeti alla Six Gallery, Kenneth Rexroth M. C., notevole raccolta di angeli tutti insieme nello stesso luogo: vino, musica, poesia seria, satori gratis. Piccola questua per vino e cartoline. Avvenimento incantevole".
Il 7 ottobre 1955 si tenne quindi uno dei più importanti eventi della "Mythos Beat" conosciuta semplicemente come "The six Gallery reading". Durante quella notte ci fu la prima lettura pubblica di "Howl", una poesia che ha portato nel mondo grande fama a Ginsberg e a molti poeti a lui collegati. Un nastro di registrazione della lettura di "Howl", che Ginsberg ha dato al Reed College, è stato recentemente riscoperto ed è apparso sul loro sito web multimediali il 15 febbraio 2008.
Opera principale di Ginsberg, Urlo (Howl), è ben nota per il suo incipit: "Ho visto le menti migliori della mia generazione distrutte dalla pazzia, affamate nude isteriche... ". Il riferimento qui è a Carl Solomon, lo scrittore dadaista conosciuto nel periodo di reclusione al manicomio di Rockland ("I'm with you in Rockland", scrive infatti Ginsberg).
"Howl" è stato considerato scandaloso all'epoca della sua pubblicazione, a causa della crudezza del suo linguaggio, che è spesso esplicito. Poco dopo la sua pubblicazione nel 1956, da parte del City Lights Bookstore di San Francisco, venne messo al bando per oscenità. Il bando divenne una cause célèbre tra i difensori del Primo Emendamento, e venne in seguito tolto dopo che il giudice Clayton W. Horn. dichiarò che il poema possedeva un aspetto di importanza sociale.

### Parigi e il "Beat Hotel"

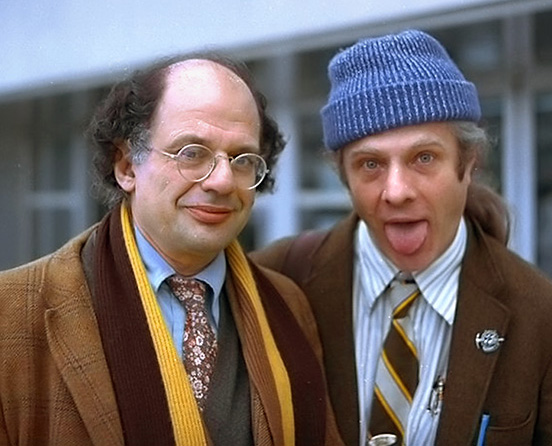
Allen Ginsberg (a sinistra) assieme al suo compagno Peter Orlovsky

Nel 1957, Ginsberg sorprese il mondo letterario abbandonando San Francisco. Dopo un breve periodo in Marocco, lui e Peter Orlovsky si stabilirono a Parigi dove Gregory Corso li sistemò in uno squallido alloggio sopra un bar al numero 9 di rue Git-le-Coeur, che sarebbe diventato noto come il "Beat Hotel", e dove furono presto raggiunti da William Burroughs e altri. Fu questo un periodo creativo per tutti. Ginsberg finì a Parigi il suo poema epico Kaddish, Corso compose Bomb e il Marriage, e Burroughs (con l'aiuto di Ginsberg e Corso) completò Pasto nudo raccogliendo gli scritti precedenti. Questo periodo è stato documentato dal fotografo Harold Chapman, che riprese costantemente le immagini dei residenti dell'"hotel" fino alla sua chiusura nel 1963.

### L'Inghilterra e l'International Poetry Incarnation
Nel maggio del 1965, Allen Ginsberg si recò a Londra e si offrì alla Better Books di leggere ovunque gratuitamente. Poco dopo il suo arrivo, diede la sua prima lettura alla Better Books e Jeff Nuttall scrisse che essa era stata come un vento di guarigione per una mente collettiva inaridita, mentre Tom McGrath disse che l'evento poteva annoverarsi tra i momenti più significativi nella storia dell'Inghilterra, o almeno della poesia inglese. Poco dopo la lettura alla Better Books nacque il programma per l'International Poetry Incarnation che si tenne presso la Royal Albert Hall a Londra nel giugno del 1965.
L'evento attirò un pubblico di 7.000 persone che assistettero a letture e spettacoli dal vivo da parte di una grande varietà di poeti, tra cui Allen Ginsberg, Adrian Mitchell, Alexander Trocchi, Harry Fainlight, Anselm Hollo, Christopher Logue, George MacBeth, Gregory Corso, Lawrence Ferlinghetti, Michael Horovitz, Simon Vinkenoog, Spike Hawkins, Tom McGrath e William Burroughs.
L'evento venne documentato da Peter Whitehead su pellicola e intitolato Wholly Communion.

### Nuove esperienze
Anche se "Beat" è il termine più frequentemente applicato a Ginsberg e ai suoi amici più intimi (Corso, Orlovsky, Kerouac, Burroughs, ecc), il termine "Beat Generation" è stato associato a molti altri poeti che Ginsberg incontrò e con i quali divenne amico alla fine del 1950 e i primi anni del 1960.

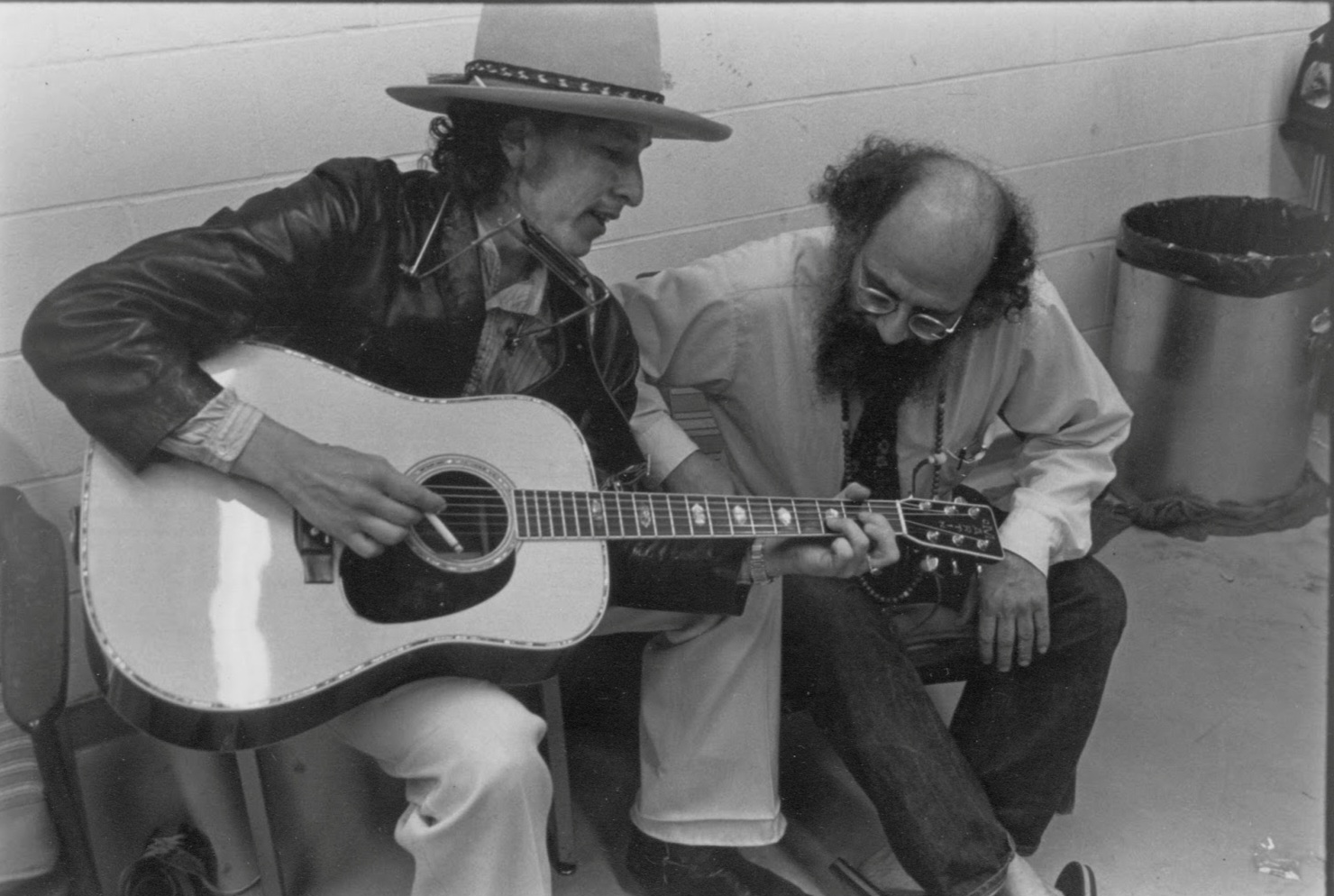
Fotografia con Bob Dylan, scattata nel 1975

L'amicizia con Kerouac e Burroughs potrebbe anche consolidare l'esattezza del termine, ma entrambi questi scrittori più tardi si sforzarono di dissociarsi dal nome "Beat Generation". Parte della loro insoddisfazione nei riguardi del termine veniva dalla identificazione sbagliata di Ginsberg visto come leader anche se Ginsberg non sostenne mai di essere il leader di un movimento. Che Ginsberg avesse tuttavia condiviso molte delle stesse intenzioni e temi con gli autori con i quali divenne amico in questo periodo è evidente. I temi principali delle sue opere, di cui la cultura underground si sarebbe in seguito appropriata, sono quelli del viaggio in quanto momento di introspezione e di realizzazione di rapporti non condizionati tra individuo e mondo esterno, l'autoemarginazione e le filosofie orientali intese come antidoto alla reificazione, ossia ai feticci del mondo materiale.
Alcuni di questi amici furono: Bob Kaufman; LeRoi Jones, prima di diventare Amiri Baraka, il quale, dopo aver letto "Howl", scrisse una lettera a Ginsberg su un foglio di carta igienica; Diane di Prima, Jim Cohn; poeti associati al Black Mountain College come Robert Creeley e Denise Levertov, poeti associati alla New York School, come Frank O'Hara e Kenneth Koch.
Più tardi nella sua vita, Ginsberg formò un ponte tra il movimento beat degli anni 1950 e gli hippy degli anni 1960, diventando amico, tra gli altri, di Timothy Leary, Ken Kesey e Bob Dylan. Ginsberg diede per l'ultima volta una lettura a Booksmith, una libreria indipendente situata nel quartiere di Haight-Ashbury di San Francisco, pochi mesi prima della sua morte.
Il 1 maggio 1965 una folla di circa 100.000 praghesi elesse Allen Ginsberg král majáles, "re di maggio", dopo che il poeta aveva attraversato la città su una carrozza fiorita scortata dagli studenti del Politecnico. Era una festa tradizionale durante la quale gli studenti e gli intellettuali nominano una Regina e un “re di maggio”, scegliendoli tra i poeti o gli scrittori o i personaggi popolari. Come ricorda Fernanda Pivano, l’elezione di Ginsberg suscitò i sospetti xenofobi delle autorità che, servendosi dei testi, pare compromettenti, di un pezzo del diario perduto dal poeta a un concerto di rock and roll e trovato (o così si dice) da un poliziotto che lo pedinava, lo espulsero da Praga accompagnandolo in stato di arresto a un aereo in partenza per Londra.

### Buddismo e Krishnaismo
Il cammino spirituale di Ginsberg iniziò presto, con le sue visioni spontanee, ed è proseguito con un viaggio in India e un incontro casuale in una strada di New York con Chögyam Trungpa Rinpoche (entrambi avevano cercato di prendere lo stesso taxi), un maestro tibetano di meditazione buddhista della setta Kagyu, che divenne suo amico e maestro di vita a lungo. Ginsberg aiutò Trungpa (e a New York la poetessa Anne Waldman), nella fondazione del Jack Kerouac School di Disembodied Poetics e del Naropa Institute in Boulder, Colorado.
Ginsberg fu anche coinvolto con il Krishnaismo. Fece inoltre amicizia con AC Bhaktivedanta Swami Prabhupada, fondatore del movimento Hare Krishna nel mondo occidentale, un rapporto che è documentato da Satsvarupa dasa Goswami nella sua biografia per conto di Srila Prabhupada Lilamrta.
Ginsberg donò denaro, materiali e la sua fama per aiutare lo Swami a costruire il primo tempio, e lo accompagnò in tour promozionale per sostenere la sua causa. La musica e il canto sono stati entrambi gli elementi importanti che accompagnarono Ginsberg durante la letture delle sue poesie. Egli spesso si accompagnò con un organo a pompa, coadiuvato da un chitarrista.
Ginsberg chiese se poteva cantare una canzone in lode di Krishna allo show televisivo "Firing Line" diretto da William Frank Buckley Jr. e questi accettò. La trasmissione si tenne il 3 settembre 1968 e Ginsberg cantò lentamente e con note dolenti su un armonium. Secondo Richard Brookhiser, un conoscente di Buckley, il conduttore della trasmissione, Buckley, commentò che era il più sereno canto a Krishna che avesse mai ascoltato.
Ginsberg venne in contatto con i poeti Hungryalist del Bengala, in particolare con Malay Roy Choudhury, che fece conoscere a Ginsberg l'immagine dei tre pesci con la testa dell'imperatore indiano Jalaluddin Mohammad Akbar.
I tre pesci sono il simbolo di ogni pensiero, della filosofia e della religione.

### Ultimi anni e morte
Ginsberg vinse, per il suo libro "The Fall", il National Book Award e nel 1993 gli venne assegnato dal ministro francese della Cultura la medaglia di Chevalier des Arts et des Lettres. Con l'eccezione di una lettura che tenne alla NYU Poetry slam il 20 febbraio 1997 come ospite speciale, Ginsberg diede quella che si pensa essere la sua ultima lettura il 16 dicembre 1996 al The booksmith a San Francisco. Morì il 5 aprile 1997, circondato da familiari e amici nel suo East Village a New York City, soccombendo per le complicazioni di epatite dovute a un cancro del fegato. Nonostante la malattia Ginsberg continuò a scrivere e la sua ultima poesia, "Things I'll Not Do (Nostalgias)", la scrisse il 30 marzo, pochi giorni prima della sua morte. È sepolto nel suo appezzamento di famiglia nel Gomel Chesed Cemetery, nella zona dei cimiteri ebraici, a Newark nel New Jersey.

## La poesia
La poesia di Ginsberg venne fortemente influenzata dal modernismo, dal ritmo e dalle cadenze del jazz, dalla sua fede buddhista e dal suo retroterra ebraico. Inoltre, Ginsberg formò un ponte ideale tra il movimento beat degli anni cinquanta e gli Hippy degli anni sessanta, stringendo amicizia con William Burroughs, Jack Kerouac, Neal Cassady e Bob Dylan (con il cantautore ha collaborato in occasione dell'album discografico Desire e della Rolling Thunder Revue immortalata dal film Renaldo and Clara), tra gli altri. L'amicizia con William Burroughs fu notoriamente e dichiaratamente omosessuale.
Il suo lavoro principale, Urlo (Howl), ispirato e scritto principalmente durante visioni indotte dal peyote, venne considerato scandaloso all'epoca della sua pubblicazione a causa della crudezza del linguaggio, che era spesso esplicito. Nel componimento, che risente dell'influenza di Whitman ed è scritto con un verso ritmato che ha la cadenza della lingua parlata, il poeta rivive le sue crude esperienze, dal ricovero in un ospedale psichiatrico, all'uso delle droghe e all'omosessualità. Tra le altre opere principali di Ginsberg troviamo Kaddish, una meditazione sulla morte di sua madre, Naomi Ginsberg (questa scritta sotto l'effetto di anfetamine), Hadda be Playin' on a Jukebox, un poema che ruota attorno a eventi degli anni sessanta e settanta, Plutonian Ode, poema contro gli armamenti nucleari, Empty mirror (Lo specchio vuoto) del 1961.
Negli anni settanta, consapevole della devastazione che conduceva l'imperialismo americano, scrisse The fall of America (La caduta dell'America) e, dopo un deciso rifiuto nei confronti della società occidentale, si convertì al buddhismo e nel 1978 scrisse Mind breaths (Respiri mentali) dove espresse la sua lotta interiore. Degna di nota è inoltre la raccolta Cosmopolitan greetings (Saluti cosmopolitani) per la quale fu finalista per il Premio Pulitzer e di grande interesse sono i diari, Poems 1986-1992, che vennero pubblicati in Italia con il titolo Diario beat. La diffusione della poesia di Ginsberg in Italia deve molto all'opera di divulgazione e traduzione svolta da Fernanda Pivano.

## Riferimenti cinematografici
- Nel film Io non sono qui (2007) su Bob Dylan compare una cameo di Allen Ginsberg interpretato da David Cross.
- Il film Urlo (2010) è incentrato sulla vita di Ginsberg e, in particolare, sul processo contro Urlo. Nella pellicola Ginsberg è interpretato da James Franco.
- Nel film del 2012 On the Road (tratto dal romanzo Sulla strada di Jack Kerouac), il suo alter ego Carlo Marx è interpretato da Tom Sturridge.
- Nel film del 2013 Giovani ribelli - Kill Your Darlings, Ginsberg è interpretato da Daniel Radcliffe.
- Nella serie TV Una mamma per amica il libro di Howl viene rubato dal personaggio di Jess Mariano dalla libreria della protagonista Rory, libro amato da entrambi.

## Opere
- Howl and Other Poems (1956)
- Kaddish and Other Poems (1961)
- Reality Sandwiches (1963)
- Planet News (1968)

Performance di Allen Ginsberg e Peter Orlovsky al Festival internazionale dei poeti sulla spiaggia di Castelporziano, 1979

- The Gates of Wrath: Rhymed Poems 1948-1951 (1972)
- The Fall of America: Poems of These States (1973)
- Iron Horse (1974)
- Mind Breaths (1978)
- Plutonian Ode: Poems 1977-1980 (1982)
- Collected Poems: 1947-1980 (1984)
- White Shroud Poems: 1980-1985 (1986)
- Cosmopolitan Greetings Poems: 1986-1993 (1994)
- Howl Annotated (1995)
- Illuminated Poems (1996)
- Selected Poems: 1947-1995 (1996)
- Death and Fame: Poems 1993-1997 (1999)

### In italiano
- Allen Ginsberg, Jukebox all’idrogeno (Howl and other poems, 1956 e Kaddish and other poems, 1961), trad. di Fernanda Pivano, Milano, Mondadori, 1965.
- Allen Ginsberg, Sutra del girasole, trad. di Fernanda Pivano, Verona, Editiones Dominicae, 1969.
- Allen Ginsberg, Song & Sunfl ower sutra, trad. di Fernanda Pivano, Verona, Riva, 1969.
- Allen Ginsberg, Testimonianza a Chicago, trad. di Fernanda Pivano, Torino, Einaudi, 1972.
- Allen Ginsberg, Mantra del re di maggio (Reality Sandwiches, 1963 e Planet News, 1968), trad. di Fernanda Pivano, Milano, Mondadori, 1973.
- Allen Ginsberg, Diario indiano, trad. di Fernanda Pivano, Roma, Arcana, 1973.
- Allen Ginsberg, La caduta dell’America, trad. di Fernanda Pivano, Milano, Mondadori, 1981.